# Govern Provisional de la Segona República Espanyola

Bandera de la Segona República Espanyola

El Govern Provisional de la Segona República Espanyola va ser el govern que va posseir el poder polític a Espanya des de la caiguda de la Monarquia d'Alfons XIII i la proclamació de la República el 14 d'abril de 1931 fins a l'aprovació de la Constitució de 1931 el 9 de desembre i la formació del primer govern ordinari el 15 de desembre. Fins al 15 d'octubre de 1931 el govern provisional va estar presidit per Niceto Alcalá-Zamora, i després de la dimissió d'aquest a causa de la redacció que s'havia donat a l'article 26 de la Constitució que tractava la qüestió religiosa, el va succeir Manuel Azaña al capdavant del govern.

## ElComitè Revolucionaries converteix en Govern Provisional de la Segona República

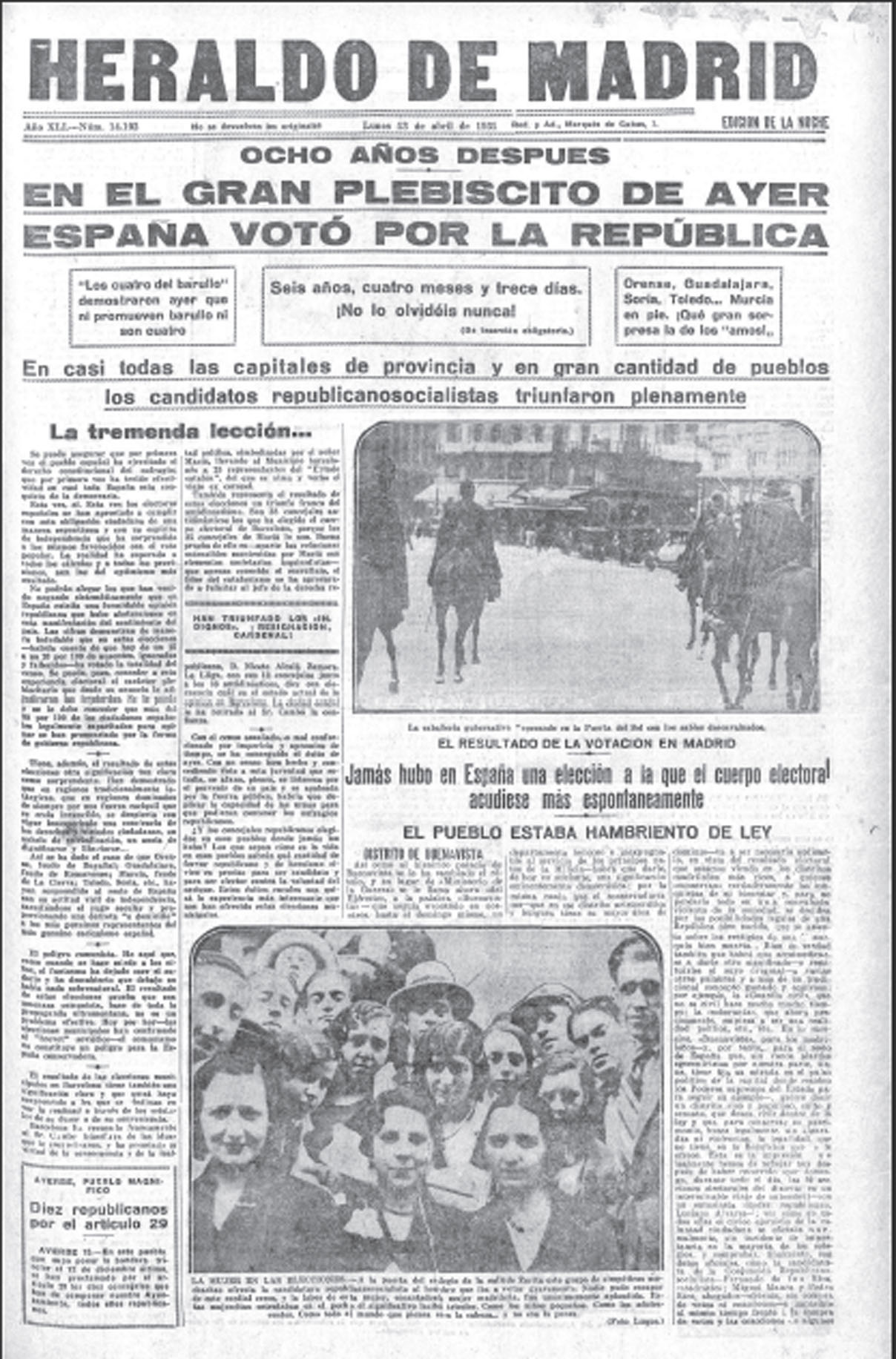
Portada del 13 d'abril de 1931.

La primera autoritat de la Monarquia d'Alfons XIII a reconèixer com a nou govern al comitè revolucionari republicano-socialista que s'havia format a l'octubre de 1930 després de l'adhesió del PSOE al Pacte de Sant Sebastià acordat per tots els partits republicans, és el general Sanjurjo, director de la Guàrdia Civil, que a primeres hores del matí del 14 d'abril de 1931 es dirigeix a la casa de Miguel Maura on es troben reunits els membres del comitè revolucionari que no estaven exiliats a França, ni amagats: Niceto Alcalá-Zamora, Francisco Largo Caballero, Fernando de los Ríos Urruti, Santiago Casares Quiroga, i Álvaro de Albornoz. Gens més entrar a la casa el general Sanjurjo es quadra davant Maura i li diu: “A les ordres de vostè senyor ministre". Immediatament avisen Manuel Azaña i Alejandro Lerroux, que es trobaven amagats a Madrid des de feia mesos, perquè acudeixin a casa de Maura (els quatre membres del comitè que es trobaven a França, Diego Martínez Barrio, Indalecio Prieto, Marcel·lí Domingo i Sanjuán i Lluís Nicolau d'Olwer, iniciaran de seguida la seva tornada).
A mesura que van arribant les notícies de la proclamació de la República en diverses ciutats i quan a la tarda una munió es concentra a Madrid a la Puerta del Sol on es troba la seu del Ministeri de la Governació, els membres del comitè revolucionari es dirigeixen allí i quan arriben Miguel Maura crida al portaló del Ministeri i crida: "Senyors, pas al Govern de la República'". Els guàrdies civils de l'entrada es quadren i presenten armes. A continuació el comitè revolucionari es constitueix en "Govern Provisional" de la República i designa a Niceto Alcalá-Zamora com el seu president. Eren les vuit de la tarda del 14 d'abril. A aquesta mateixa hora el rei s'acomiadava dels nobles i grans d'Espanya que havien acudit al Palau d'Oriente i abandonava Madrid amb cotxe en direcció a Cartagena, on cap a les quatre de la matinada embarcava el creuer Príncipe de Asturias en direcció a Marsella.
Després de proclamar la República el 14 d'abril de 1931, el comitè revolucionari republicano-socialista constituït en Comitè Polític de la República signa un decret que serà publicat l'endemà en el diari oficial, la Gaseta de Madrid, en el qual comunica que ha pres el Poder adoptant el títol de Govern Provisional de la República, i a continuació en un altre decret nomena Niceto Alcalá-Zamora president del Govern Provisional, que assumirà a més les funcionis Cap de l'Estat (funció exercida fins al 14 d'abril pel rei Alfons XIII). En el preàmbul d'aquest últim decret es diu: El Govern provisional de la República ha pres el Poder sense tramitacions i sense resistència ni oposició protocol·lària alguna; és el poble qui li ha elevat a la posició en què es troba, i és ell qui en tot Espanya li rendeix acatament i investeix d'autoritat. A continuació Alcalá-Zamora nomena ministres del Govern Provisional als membres del comitè revolucionari. Un decret publicat el 28 d'abril a la Gaseta de Madrid adoptava com a bandera nacional la tricolor.

## El govern deplens podersi l'Ordre Públic
El mateix dia 15 d'abril la Gaseta de Madrid també publica un altre decret fixant l'Estatut jurídic del Govern Provisional que va ser la norma legal superior per la qual es va regir el Govern Provisional fins a l'aprovació per les Corts Constituents de la nova Constitució de la República, el 9 de desembre de 1931.
L'Estatut consta de cinc articles precedits per un preàmbul en el qual el Govern Provisional s'estableix com a Govern de plens poders, encara que en l'article 1r es diu que el Govern Provisional sotmetrà la seva actuació col·legiada i individual al discerniment i sanció de les Corts Constituents –òrgan suprem i directe de la voluntat nacional-, arribada l'hora de declinar davant ella els seus poders. En l'article 2n s'anuncia que el propòsit del Govern Provisional de sotmetre segons el parer de responsabilitat els actes de gestió i autoritat pendents d'examen en ser dissolt el Parlament en 1923 [en referència al procés obert llavors per depurar les responsabilitats pel Desastre d'Annual], així com els ulteriors [en referència al fet durant la Dictadura de Primo de Rivera]. En l'article 3r es reconeix la llibertat de creences i cultes i en el 4t la la llibertat individual i els drets ciutadans, incloent-hi els corresponents a la personalitat sindical i corporativa, base del nou dret social. No obstant això, en l'article 6è es diu que el Govern Provisional, “en virtut de les raons que justifiquen la plenitud del seu poder”, podrà suspendre (“sotmetre a un règim de fiscalització governativa”, es diu literalment) temporalment els drets ciutadans reconeguts en l'article 4t de l'ús del qual donarà compte circunstamciat a les Corts Constituents, justificant-ho amb l'argument que el Govern Provisional incorreria en veritable delicte si abandonés la República naixent als qui des de fortes posicions seculars i prevalguts dels seus mitjans, poden dificultar la seva consolidació.

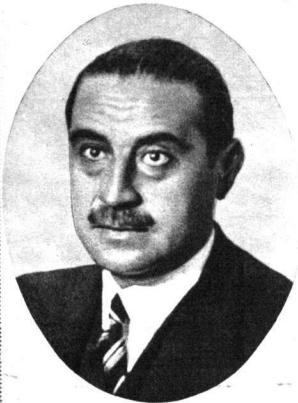
Miguel Maura, ministre de la Governació del Govern Provisional

El més polèmic de l'“Estatut Jurídic” és la contradicció que s'observa en la qüestió de les llibertats i els drets ciutadans, ja que el seu reconeixement va acompanyat de la possibilitat de la seva suspensió per part del govern, sense intervenció judicial, “si la salut de la República, segons el parer del Govern, ho reclama”. si doncs, “el govern republicà no va a establir un règim de llibertat general com ho prova l'estudi de les vicissituds del dret de reunió a les diferents opcions polítiques... Els grups conservadors de signe monàrquic i sectors de l'esquerra, tals com anarquistes i comunistes, tindran seriosos obstacles per exercir-lo”. Es toleraran, i no sempre, les seves reunions en locals tancats però se'ls prohibirà el seu exercici en llocs públics. Per exemple, una manifestació que es va formar a la sortida d'una reunió que el Partit Comunista d'Espanya va celebrar l'1 de maig a Sant Sebastià va ser dissolta contundentment per la força pública, produint-se nombrosos ferits.
Més significatiu encara de com anava a abordar el nou Govern l'ordre públic i la llibertat de premsa va ser tot el que va ocórrer entorn dels successos que es van produir a Sant Sebastià el 28 de maig. Aquell dia uns vaguistes de Pasaia que es dirigien a Sant Sebastià van ser bloquejats per la Guàrdia Civil al pont de Miracruz. Davant la negativa d'aquells a dissoldre's, els guàrdies civils van començar a disparar ocasionat la mort a vuit persones i més de cinquanta ferits. Davant la magnitud del fet el ministre de la Governació, Miguel Maura, va reunir a tots els directors de periòdics per recordar-los “que es trobaven enfront d'un ministre que disposava de plens poders en matèria d'ordre públic” (dues setmanes abans ja havia decretat la suspensió temporal del diari monàrquic ABC i del diari catòlic El Debate, arran dels fets coneguts com la “crema de convents”) i a continuació els va pregar que
| « | donessin a conèixer [la notícia del succeït a Sant Sebastià] amb escrupolositat i veracitat, perquè interessava que Espanya sabés que hi havia un Govern en el seu lloc, amb el qual no es jugava. Ara ben [relata Miguel Maura en el seu llibre “Así cayó Alfonso XIII”]: el diari que utilitzi la notícia per a la seva campanya política, o intenti enverinar-n'hi l'ambient, serà suspès, i suspès quedarà mentre jo estigui en aquest Ministeri. Es van donar per assabentats i van abandonar el meu despatx… Excepte ‘La Voz’, que a la seva última pàgina donava escaridament la notícia sense el menor comentari, els altres diaris no van publicar res del succés. | » |

Aquesta política contradictòria de la República respecte de l'ordre públic va culminar amb l'aprovació per les Corts Constituents de la Llei de Defensa de la República de 21 d'octubre de 1931 que va dotar al Govern Provisional d'un instrument d'excepció al marge dels tribunals de justícia per actuar contra els quals cometessin “actes d'agressió contra la República”, constituint-se, fins i tot després de l'aprovació de la Constitució Espanyola de 1931, en “la norma fonamental en la configuració del règim jurídic de les llibertats públiques durant gairebé dos anys de règim republicà” en què va estar vigent (fins a agost de 1933).

## El primer problema: Catalunya
El problema més immediat que va haver d'afrontar el Govern Provisional va ser la proclamació de la República Catalana dins la Federació Ibèrica feta per Francesc Macià a Barcelona el mateix dia 14 d'abril. Tres dia després tres ministres del Govern Provisional (els catalans Marcel·lí Domingo i Sanjuán i Lluís Nicolau d'Olwer, més Fernando de los Ríos Urruti) s'entrevistaven a Barcelona amb Francesc Macià aconseguint un acord pel qual Esquerra Republicana de Catalunya renunciava a la “República Catalana” a canvi del compromís del Govern Provisional que presentaria en les futures Corts Constituents l'Estatut d'Autonomia que decidís Catalunya, prèviament aprovat per l'Assemblea d'Ajuntaments catalans, i del reconeixement del govern català que deixaria d'anomenar-se Consell de Govern de la República Catalana per prendre el nom Govern de la Generalitat de Catalunya recuperant així el nom de gloriosa tradició de la centenària institució del Principat que va ser abolida per Felip V d'Espanya en els decrets de Nova Planta de 1714. La nova Generalitat assumiria les funcions de les quatre diputacions catalanes i seria l'encarregada d'organitzar una Assemblea amb representants dels Ajuntaments fins que no fos escollida per sufragi universal. El dia 26 d'abril el president del Govern Provisional Niceto Alcalá-Zamora va ser aclamat en el viatge que va realitzar a Barcelona. Però el primer conflicte entre la Generalitat i el Govern Provisional es va produir una setmana després, quan el Ministeri de la Governació va considerar una invasió de les seves competències el decret publicat el 3 de maig en el primer nombre del Butlletí de la Generalitat de Catalunya en el qual es reorganitzaven les institucions de la Generalitat i se'n nomenaven uns comissaris a Girona, Lleida i Tarragona. Un delegat de la Generalitat va haver de viatjar a Madrid per delimitar les competències entre la Generalitat i el Govern d'Espanya.
El projecte d'estatut per a Catalunya, anomenat Estatut de Núria va ser confirmat el 3 d'agost pel poble de Catalunya per una majoria aclaparadora (a la província de Barcelona, per exemple, 175.000 persones van votar a favor i només 2.127 en contra) i va ser presentat a les Corts Constituents pel president de la Generalitat Francesc Macià. Però l'Estatut responia a un model federal d'Estat i depassava quant a denominació i quant a competències al que s'havia aprovat en la Constitució Espanyola de 1931 (ja que l'"Estat integral" responia a una concepció unitària i no pas federal), encara que va condicionar els debats parlamentaris de l'“Estat integral” que finalment es va aprovar.

### El País Basc i l'Estatut d'Estella
En el cas d'Euskal Herria, el procés per aconseguir un Estatut d'Autonomia es va iniciar gairebé al mateix temps que el de Catalunya. La primera proposta va ser iniciativa dels alcaldes del Partit Nacionalista Basc que a principis de maig van encarregar a la Societat d'Estudis Bascos (SEV) la redacció d'un avantprojecte d'Estatut General de l'Estat Basc (o Euskadi), que inclouria Biscaia, Àlaba, Guipúscoa i Navarra. El resultat va ser un intent de síntesi entre el foralisme tradicional i l'estructura dels moderns estats federals que no va acontentar a ningú. Mes i mig després, una assemblea dels ajuntaments basconavarresos reunits a Estella el 14 de juny van aprovar un Estatut més conservador i nacionalista que el de la SEV i que es basava en el restabliment dels furs bascos abolits per la llei de 1839, juntament amb la Llei d'Amillorament del Fur de 1841.
L'Estatut d'Estella va ser presentat el 22 de setembre de 1931 a les Corts Constituents per una delegació d'alcaldes però no va ser pres en consideració perquè el projecte se situava clarament al marge de Constitució que s'estava aprovant, entre altres coses, per la seva concepció federalista i per la declaració de confessionalitat de l'"Estat basc" (que podria negociar un Concordat particular amb el Vaticà), a més del fet que no reconeixia drets polítics plens als immigrants espanyols amb menys de deu anys de residència a Euskadi.

## La política religiosa inicial del Govern Provisional i la resposta catòlica
Amb la proclamació de la Segona República Espanyola, el nou ordre constitucional havia d'emparar la llibertat de cultes i desenvolupar un procés de secularització que permetés superar la tradicional identificació entre l'Estat i l'Església Catòlica, un dels elements clau de legitimació de la monarquia. "Els republicans van anunciar la seva determinació de crear un sistema d'escoles laiques, introduir el divorci, secularitzar els cementiris i els hospitals i reduir en gran manera, si no eliminar, el nombre d'ordes religiosos establertes a Espanya".
No obstant això, les primeres decisions del Govern Provisional sobre la secularització de l'Estat van ser molt moderades, en sintonia amb la decisió de posar a la seva enfront del  catòlic liberal Niceto Alcalá-Zamora i nomenar en la cartera clau de Governació, al seu company de la Dreta Liberal Republicana, el també catòlic Miguel Maura. En l'article 3r de l'Estatut jurídic del Govern Provisional, promulgat el mateix dia 14 d'abril de 1931, i fet públic l'endemà en el diari oficial, la Gaseta de Madrid, es va proclamar la llibertat de cultes:
| « | El Govern provisional fa pública la seva decisió de respectar de manera plena la consciència individual mitjançant la llibertat de creences i cultes, sense que l'Estat, en moment algun, pugui demanar al ciutadà revelació de les seves conviccions religioses. | » |

En aplicació d'aquesta declaració en les tres setmanes següents el Govern va aprovar algunes mesures secularitzadores poc importants, però significatives, com la “dissolució dels ordes militars, supressió de l'obligatorietat d'assistència a actes religiosos a presons i casernes [22 d'abril i 19 d'abril, respectivament], prohibició de participació oficial en actes religiosos [Circular del Ministre de la Governació del 17 d'abril], fi de les exempcions tributàries a l'Església, privació dels seus drets a la Confederació Nacional Catòlico-Agrària, etc. Entre totes, potser la mesura més destacada va ser el decret de 6 de maig declarant voluntària l'ensenyament religiós”.
Per un decret de 5 de maig es va privar a l'Església Catòlica la seva representació en els Consells d'Instrucció Pública, amb el que la jerarquia catòlica ja no va poder intervenir en l'elaboració dels plans d'estudis, un dret del qual venia gaudint des de feia molt temps. A més es va prohibir l'assistència a actes religiosos dels militars si no era a títol personal i es van suspendre les festivitats dels Patrons d'Armes i Cossos de l'Exèrcit. Finalment es va modificar la llei electoral de 1907 perquè els sacerdots poguessin presentar-se com a candidats en les eleccions.
Al mateix temps el Govern Provisional va iniciar els contactes amb el nunci Federico Tedeschini per assegurar-li que el Govern fins que no s'aprovés la nova  Constitució respectaria el Concordat de 1851 i a canvi l'Església havia de donar mostres que acatava el nou règim. Així el dia 24 d'abril el nunci va enviar un telegrama a tots els bisbes en el que els transmetia el «desig de la Santa Seu» que «recoman[em] als sacerdots, als religiosos i als fidels del seu[s] diòcesi que respect[i]n els poders constituïts i obe[eixi]n a ells per al manteniment de l'ordre i pel bé comú».
Al costat del nunci, l'altre membre de la jerarquia eclesiàstica que va encarnar aquesta actitud conciliadora cap a la República va ser el cardenal arquebisbe de Tarragona Francesc Vidal i Barraquer, qui ja havia realitzat alguns gestos de deferència cap a les noves autoritats com la seva visita al president de la Generalitat de Catalunya Francesc Macià, el dia 18 d'abril, o com l'enviament el dia 22 d'una carta de salutació i felicitació al Govern provisional de la República per part de la conferència de bisbes catalans.
Un altre prelat que estava en la mateixa línia era el cardenal arquebisbe de Sevilla, Eustaquio Ilundáin y Esteban, i el diari catòlic que la recolzava era El Debate, dirigit per Ángel Herrera Oria, fundador de l'Associació Catòlica Nacional de Propagandistes, que l'endemà de la proclamació de la República havia manifestat en l'editorial publicat en primera pàgina, encara que acompanyat d'un retrat i d'un “homenatge al Rei Alfons XIII”: “La República és la forma de govern ‘de fet’ al nostre país. En conseqüència, el nostre deuere és acatar-la. (…) I no l'acatarem passivament… l'acatarem d'una manera lleial, activa, posant tot el que puguem per ajudar-lo en la seva comesa”
No obstant això un sector nombrós de l'episcopat estava compost per bisbes integristes (molts d'ells nomenats durant la Dictadura de Primo de Rivera) que no estaven disposats a transigir amb la República a la qual consideraven una desgràcia. El cap visible d'aquest grup era el Cardenal Primat i arquebisbe de Toledo, Pedro Segura y Sáez, que ja s'havia manifestat clarament contrari a la República abans i durant la campanya de les eleccions municipals espanyoles de 1931, afirmant que la República era obra dels “enemics de l'Església i l'ordre social”, per la qual cosa estava justificat la formació d'un “compacte front unit” en defensa de la Monarquia i de l'Església Catòlica Ya en su primera intervención desde el púlpito después del 14 de abril se refirió a la República como un castigo divino, la qual cosa provocà les ires de la premsa republicana, assenyalant-lo com el símbol del clericalisme monàrquic, i va provocar l'enviament d'una nota de protesta del govern a la nunciatura. Però el pronunciament de major transcendència del Cardenal Segura es va produir el dia 1 de maig quan va fer pública una pastoral en la qual, després d'abordar la situació espanyola en un to catastrofista, feia un agraït elogi de la monarquia i del destronat monarca Alfons XIII, “qui, al llarg del seu regnat, va saber conservar l'antiga tradició de fe i pietat dels seus grans”.
La premsa republicana va interpretar la pastoral com una incitació als fidels a unir-se per salvar els drets amenaçats de l'església i els partits i organitzacions d'esquerra la van considerar una declaració de guerra, incrementant el sentiment anticlerical de molts ciutadans. El Govern Provisional va presentar una nota de "serena i enèrgica" protesta al Nunci Federico Tedeschini pel que considerava una intervenció en política del Cardenal Primat, "com a mínim hostilitat al règim republicà", i va demanar que fos apartat del seu càrrec. La premsa, pel seu costat, refermava en la seva campanya contra Segura.

## La Crema de convents de maig
En el matí del diumenge 10 de maig de 1931 s'inaugurava al carrer Alcalá de Madrid el Cercle Monàrquic Independent, fundat pel director del diari monàrquic ABC, Juan Ignacio Luca de Tena, que acabava de tornar de Londres on s'havia entrevistat amb l'exrei Alfons XIII amb l'objectiu de formar un comitè electoral del que sorgís una candidatura monàrquica per presentar-la a les eleccions a Corts Constituents que s'anaven a celebrar el mes següent. Durant l'acte, els monàrquics van provocar als vianants fent sonar la "Marxa Reial" en un gramòfon i llançant pasquins d'El Murciélago on feien crides a "fer la vida impossible a aquesta caricatura de República".
Al carrer dos nous convidats que acabaven d'arribar, pel que sembla, van sostenir una discussió política amb el taxista que els havia portat que era republicà, a la qual s'hi afegiren diversos transeünts. La discussió es va convertir en un altercat i van cremar tres cotxes aparcats enfront del Cercle, els dirigents del qual van demanar la protecció de la força pública. De seguida va córrer el rumor per la ciutat que un taxista republicà havia estat assassinat per uns monàrquics, i una multitud es va congregar davant la seu del diari ABC al carrer Serrano, on va haver d'intervenir la Guàrdia Civil, que va disparar contra els que intentaven assaltar i cremar l'edifici causant diversos ferits i dos morts, un d'ells un nen.
Una manifestació es va dirigir llavors a la seu de la Direcció general de Seguretat on van exigir la dimissió del ministre de la Governació Miguel Maura (que havia acudit personalment a la seu del Cercle Monàrquic per calmar els ànims i on havia estat rebut pels republicans al crit de Maura, no!, rememorant el rebuig a l'actuació del seu pare, Antoni Maura, durant la Setmana Tràgica de 1909). Al mateix temps grups d'exaltats cremaven un quiosc del diari catòlic El Debate, apedregaven el casino militar i trencaven els aparadors d'una llibreria catòlica. A més a les vuit de la tarda algunes armeries eren assaltades i es produïen trets contra una unitat muntada de la Guàrdia Civil. Cap a la mitjanit un exaltat va disparar contra la multitud congregada a la Puerta del Sol ferint a una persona i després va ser linxat.
Aquesta mateixa nit el ministre de la Governació Miguel Maura va voler desplegar la Guàrdia Civil però els seus companys de govern, encapçalats pel President Niceto Alcalá Zamora i pel ministre de la Guerra Manuel Azaña, es van oposar, poc inclinats a emprar a les forces d'ordre públic contra el "poble" i restant importància als fets. Maura també va usar com a argument que havia rebut una informació d'un capità de l'exèrcit que alguns joves de l'Ateneo de Madrid estaven preparant-se per a cremar edificis religiosos l'endemà, al que Manuel Azaña li va contestar, segons conta Maura en les seves memòries, que eren «ximpleries» i va afegir, que, en cas de ser cert el que es preparava, seria una mostra de «justícia immanent».
Quan el govern estava reunit a primeres hores del matí del dilluns 11 de maig li va arribar la notícia que la Casa de Professa dels jesuïtes estava cremant. Novament el ministre de la Governació Miguel Maura va intentar treure al carrer a la Guàrdia Civil per a restablir l'ordre però igual que la nit anterior es va trobar amb l'oposició de la resta del gabinet i especialment de Manuel Azaña, qui, segons Maura, va arribar a manifestar que tots els convents de Madrid no valen la vida d'un republicà i va amenaçar de dimitir si hi ha un sol ferit a Madrid per aquesta estupidesa. A un altre ministre, segons Maura, li va fer gràcia que fossin els jesuïtes els primers a pagar «tribut» al «poble sobirà». Qui va presentar la seva dimissió -que després retiraria- va ser Maura que va abandonar la seu de la Presidència del Govern.
La inacció del govern va permetre que els revoltats cremessin més d'una desena d'edificis religiosos. A la tarda, per fi, el Govern va declarar l'estat de guerra a Madrid i a mesura que les tropes van anar ocupant la capital, els incendis van cessar. L'endemà, dimarts 12 de maig, mentre Madrid recuperava la calma, la crema de convents i d'altres edificis religiosos s'estenia a altres poblacions de l'est i el sud peninsular (els successos més greus es van produir a Màlaga). Per contra, allí on els governadors civils i els alcaldes van actuar amb contundència no va haver-hi incendis. No se sap amb absoluta certesa qui va cremar el voltant de cent edificis religiosos aquells dies (a més de la destrucció d'objectes del patrimoni artístic i litúrgic i la profanació d'alguns cementiris de convents), i durant els quals van morir diverses persones i unes altres van resultar ferides, però la hipòtesi més admesa és que els incendiaris van ser elements d'extrema esquerra republicana i anarquista que pretenien pressionar al Govern Provisional perquè dugués a terme la «revolució» que significava abans de res arrencar d'arrel el «clericalisme». No obstant això el que sí que està clara va ser la irresponsabilitat del govern en el maneig de la situació, que només s'explica, a més de per una difusa simpatia que poguessin sentir alguns ministres pels esvalotadors, per “una barreja de perplexitat, error de càlcul, debilitat i por a la impopularitat derivada de l'ús de la força contra el poble”.
En aquesta mateixa línia explicativa es manifesta l'historiador Gabriel Jackson que assenyala que la "majoria dels ministres" no volia que "el nou règim comencés la seva existència disparant contra espanyols" convençuts que "les masses odiarien a un Govern que recorregués a la guàrdia civil davant els primers senyals d'un motí". El mateix president Niceto Alcalá Zamora en una al·locució radiada el mateix dia 11 va justificar implícitament l'actitud del govern dient que s'havia evitat un bany de sang. També el Papa Pius XI el 17 de maig es referiria a la “gravíssima” responsabilitat dels quals no havien “impedit oportunament” que els successos es produïssin.
L'esquerra republicana i els socialistes van parlar de l'existència d'una conspiració monàrquica i clerical i van interpretar els fets com un “avís per al Govern Provisional” sobre la política moderada que havia portat fins a aquests moments. El poble “dotat d'instint fi”, va assegurar El Socialista, s'havia avançat al Govern en la defensa del règim. L'òrgan cenetista Solidaritat Obrera va ser el que més va insistir en la intervenció popular en els fets i a relacionar-los amb un moviment justicier enfront de l'efeminament polític del Govern, que «ha[via] deixat de ser un Govern revolucionari per convertir-se en un dels tants Governs liberals de la monarquia». Les lògies maçòniques també van expressar al govern el seu descontentament per la seva contemporització amb els elements conservadors, clericals i monàrquics. Entre els quals recolzaven al govern Provisional els únics que clarament van condemnar el succeït i es van oposar a la interpretació que estaven fent dels successos l'esquerra republicana i els socialistes van ser els intel·lectuals de la Agrupación al Servicio de la República que van criticar durament que es considerés una expressió de la democràcia els actes vandàlics d'una “multitud caòtica i informe” i posaven en dubte que incendiar edificis religiosos fos una demostració de “veritable zel republicà”.

## La tensió entre la República i l'Església Catòlica
El govern es va sumar a la interpretació de l'esquerra republicana i dels socialistes i per això va ordenar la suspensió de la publicació del diari catòlic El Debate i del monàrquic ABC, així com la detenció de significats monàrquics (que setmanes després serien absolts pels tribunals, la qual cosa va provocar una dura reacció de la premsa d'esquerres que ho va considerar una nova i vergonyosa maniobra monàrquica). El govern fins i tot planejà l'expulsió dels jesuïtes tot i que finalment no ho va dur a terme. I en aquest context es va produir l'expulsió d'Espanya el 17 de maig del bisbe integrista de Vitòria Mateo Múgica, per negar-se a suspendre el viatge pastoral que tenia previst realitzar a Bilbao on el govern temia que amb motiu de la seva visita es produïssin incidents entre els carlins i els nacionalistes bascos que compartien la seva oposició a la República i la seva defensa del clericalisme, i els republicans i els socialistes anticlericals.
El Govern Provisional va aprovar també algunes mesures dirigides a assegurar la separació de l'Església i l'Estat sense esperar a la reunió de les Corts Constituents. El 13 de maig una circular de la Direcció general d'Ensenyament Primari concretava el decret de 6 de maig que havia declarat voluntària l'ensenyament religiós. En ella, a més d'establir que seria necessària una manifestació expressa dels pares en la matrícula indicant que desitjaven rebre-la, s'ordenava la retirada de crucifixos de les aules on hi hagués alumnes que no rebessin ensenyament religiós. El 21 de maig un decret declarava obligatori el títol de mestre per exercir l'ensenyament, la qual cosa afectava especialment als col·legis religiosos, ja que els frares i monges que impartien les classes mancaven d'aquest. El 22 de maig altre decret reconeixia la llibertat de cultes i la llibertat de consciència a l'escola i una altra disposició prohibia als religiosos “alienar immobles i objectes artístics, arqueològics o històrics” sense permís de l'administració.

### El "cas Segura"

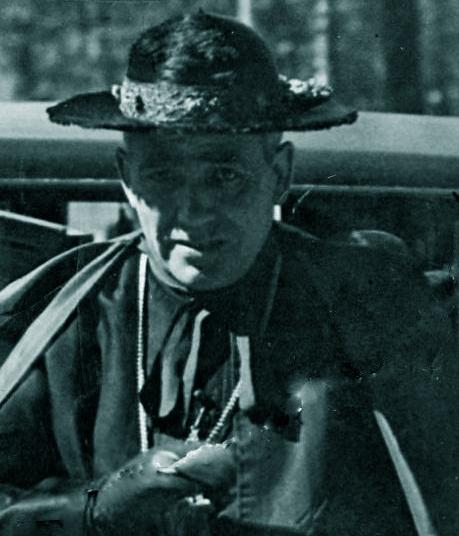
Cardenal Pedro Segura

L'Església Catòlica, que en general havia reaccionat amb moderació als incendis de maig, va criticar totes aquestes mesures laïcistes, especialment la retirada dels crucifixos de les aules on hi hagués alumnes que no volien rebre ensenyament religiós, i sobretot el decret de 22 de maig que va provocar fins i tot la protesta del Nunci assegurant que no era legal legislar sobre llibertat de cultes o ensenyament religiós a les escoles sense tenir en compte el Concordat de 1851. El 30 de maig el Vaticà va negar el placet al recentment nomenat ambaixador d'Espanya, Lluís de Zulueta.
La reacció més radical va partir de nou del cardenal Segura que el 3 de juny a Roma, on es trobava des del 12 de maig, va fer pública una pastoral en la qual es recollia “la penosíssima impressió que havia produït certes disposicions governatives” als bisbes i tots els greuges que al seu judici havia patit l'Església fins a aquests moments, inclòs l'últim decret, del que no acceptaven que l'ensenyament religiós desaparegués de l'escola pública, posant de manifest l'antiliberalisme que l'Església Catòlica seguia mantenint. La pastoral del cardenal Segura va deslligar novament les ires de la premsa republicana i socialista que la va qualificar d'“intromissió intolerable”. El Govern Provisional va expressar al Vaticà el seu desig que el cardenal no retornés a Espanya i que anés destituït de la seu de Toledo. En aquestes circumstàncies el cardenal Segura va tornar inesperadament a Espanya l'11 de juny i va ser detingut tres dies després per ordre del govern a Guadalajara, i el dia 15 va ser expulsat del país. D'aquest fet va quedar una famosa foto que va fer la volta al món amb el cardenal abandonant el convent dels paúls de Guadalajara envoltat de policies i guàrdies civils, que es va presentar com a "prova" de la "persecució" que estava patint l'Església Catòlica a Espanya. El Cardenal Segura no tornaria a Espanya fins després de començar la guerra civil L'endenmà se celebrà a la plaça de toros de Pamplona un gran míting catòlic per a protestar contra l'expulsió del cardenal.

### El "cas Echeguren"
Dos mesos després, i en ple debat en les Corts Constituents recentment obertes sobre la nova Constitució en el que la “qüestió religiosa” estava sent la més polèmica, es produïa un nou incident que va enterbolir encara més les relacions de la República i l'Església Catòlica i en el qual el Cardenal Segura tornava a ser protagonista. El dia 17 d'agost entre la documentació confiscada al vicari de Vitòria, Justo Echeguren, que havia estat detingut tres dies abans a la frontera francesa per la policia, es van trobar unes instruccions del Cardenal Segura a totes les diòcesis en les quals es facultava als bisbes a vendre béns eclesiàstics en cas de necessitat. "Però el més greu era que, a la circular acompanyava un dictamen de l'advocat Rafael Martín Lázaro, signat en data 8 de maig, que aconsellava la transferència per part de l'Església dels seus béns immobles a seglars i la col·locació de béns mobles en títols de deute estrangers, és a dir, convidava a la fugida de capitals", tot això per eludir una possible expropiació per part de l'Estat.
La resposta immediata del Govern Provisional, després de descartar la ruptura de les relacions diplomàtiques amb la Santa Seu, va ser la publicació el 20 d'agost d'un decret en el qual se suspenien les facultats de venda i alienació dels béns i drets de tota mena de l'Església Catòlica i dels ordes religiosos. En el preàmbul es va intentar suavitzar la mesura fent referència “als esforços notoris que ha[vien] realitzat elements destacats de l'Església espanyola” per mantenir la seva lleialtat al nou règim, al·ludint així al sector conciliador encapçalat pel cardenal Francesc Vidal i Barraquer i el Nunci davant l'intransigent sector integrista encapçalat pel cardenal Segura. D'altra banda, el decret va ser acompanyat per la suspensió d'una desena de periòdics catòlics del País Basc i de Navarra que s'havien significat per les seves proclames antirepublicanes i que van ser acusats pel govern de fer crides a la rebel·lió armada contra la República.

## La reforma militar d'Azaña
Manuel Azaña, Ministre de la Guerra, volia un exèrcit més modern i eficaç, més republicà també. Per això un dels seus primers decrets, de 22 d'abril, va obligar els caps i oficials a prometre fidelitat a la República, amb la fórmula: prometo pel meu honor servir bé i fidelment a la República, obeir les seves lleis i defensar-la amb les armes”.
Per un decret de 25 de maig de 1931 es va reorganitzar l'exèrcit de la península. Es va rebaixar el nombre de divisions de 16 a 8; les capitanies generals creades per Felip V d'Espanya a principis del segle xviii van ser suprimides (i amb elles les regions militars, divisions administratives de la Monarquia) Endemés, en consonància amb la definició aconfessional de l'Estat, se suprimí el Cos Eclesiàstic de l'Exèrcit constituït pels capellans castrenses.
Una altra de les qüestions que va abordar Azaña va ser el conflictiu tema dels ascensos, promulgant uns Decrets de maig i juny pel qual s'anul·laven gran part dels produïts durant la Dictadura per "mèrits de guerra", la qual cosa va suposar que uns 300 militars perdessin uns o dos graus, i que uns altres sofrissin una forta reculada en l'escalafó, com en el cas del general Francisco Franco.
Azaña també va decretar l'1 de juliol de 1931 el tancament de l'Acadèmia General Militar (situada a Saragossa i que va ser clausurada el 14 de juliol, el mateix dia en què es van obrir les Corts Constituents), i que dirigia el general Franco. Els seus alumnes van ser repartits entre les acadèmies de les armes respectives (Toledo: Infanteria, Cavalleria i Intendència; Segòvia: Artilleria i Enginyers; Madrid: Sanitat Militar).
Quant al servei militar obligatori, fou reduït a 12 mesos (quatre setmanes per als batxillers i universitaris), però va mantenir la redempció en metàl·lic del servei militar, encara que només podia aplicar-se a partir dels sis mesos de romandre a files.

### El rebuig de la dreta i d'una part de l'Exèrcit
La Reforma militar d'Azaña va ser durament combatuda per un sector de l'oficialitat, pels mitjans polítics conservadors i pels òrgans d'expressió militars La Correspondencia militar i Ejército y Armada. Manuel Azaña fou acusat de voler “triturar” l'Exèrcit. La frase la van treure d'un discurs pronunciat per Azaña el 7 de juny a València on, referint-se al control municipal per part dels cacics, va dir que “si alguna vegada tinc participació en aquest gènere d'afers, haig de triturar, haig d'arrencar aquesta organització amb la mateixa energia, amb la mateixa resolució, sense perdre la serenitat, que he posat a desfer altres coses no menys amenaçadores per a la República”. No va nomenar l'Exèrcit, però no calia. Una de les reformes que més van criticar alguns oficials va ser la clausura de l'Acadèmia General de Saragossa, una decisió que van interpretar com un cop a l'esperit de cos de l'Exèrcit, ja que era l'única institució en la qual els oficials de les diferents armes es formaven junts.
Una mostra del disgust d'una part dels militars amb la “Llei Azaña” i amb les crítiques contra les actuacions de l'exèrcit i la guàrdia civil en matèria d'ordre públic van ser els incidents que es van produir amb motiu d'una revista militar de la guarnició de Madrid que va tenir lloc a Carabanchel. Quan en el tancament de l'acte el general Villegas, que era el cap de la I Divisió Orgànica, va cridar “Visca Espanya!” el coronel Julio Mangada va cridar a continuació, la qual cosa era un acte d'insubordinació, “Visca la República!”. Per això va ser arrestat i sotmès a consell de guerra, però alhora el govern va destituir al general Villegas i va acceptar la dimissió del general Goded, Cap de l'Estat Major, també present en l'acte i que estava en desacord amb la decisió (va ser substituït pel general Masquelet). En tot l'incident no va haver-hi més que paraules, però el “Visca Espanya!” ja simbolitzava una classe de lleialtats i el “Visca la República!” una altra (els generals Goded i Villegas van figurar entre els que es van revoltar al juliol de 1936 i el coronel Mangada va lluitar per la República, igual que el general Masquelet).

### El manteniment de la jurisdicció militar en l'ordre públic
A més de modernitzar unes Forces Armades obsoletes Azaña pretenia “civilitzar” la vida política posant fi a l'intervencionisme militar retornant als militars a les casernes, una de les fites fonamentals de les quals havia estat la "Llei de Jurisdiccions" de 1906 (que durant la Monarquia havia posat sota la jurisdicció militar als civils acusats de delictes contra la Pàtria o l'Exèrcit), i que s'hi havia fet omnipresent després del triomf del cop d'estat del general Primo de Rivera en 1923. Aquest segon objectiu va començar amb la derogació de "Llei de Jurisdiccions", que va ser la primera decisió que va prendre Azaña, només tres dies després d'haver pres possessió del seu càrrec com a ministre de la Guerra.
No obstant això la derogació de la “Llei de Jurisdiccions”, que el president Niceto Alcalá Zamora va qualificar de “llei ominosa, que ningú es va atrevir a retocar i que nosaltres deroguem d'una plomada i per complet” (encara que sent diputat monàrquic liberal el 1906 la va recolzar) i que el decret d'anul·lació anomenava “cos estrany i pertorbador”, no va suposar en absolut que en la República es deixés d'utilitzar la jurisdicció militar per al manteniment de l'Ordre Públic sense necessitat de recórrer a la suspensió de les garanties constitucionals o declarar l'estat d'excepció i, per tant, la jurisdicció militar va continuar aplicant-se a individus civils amb motius d'ordre públic, com havia succeït durant la Monarquia de la Restauració i durant la Dictadura de Primo de Rivera.
Així doncs, els governs republicano-socialistes del primer bienni van seguir atorgant als militars importants atribucions sobre l'ordre públic i un rígid control sobre la societat. El poder militar va seguir ocupant una bona part dels òrgans de l'administració de l'Estat relacionada amb l'ordre públic, des de les prefectures de policia, Guàrdia Civil i Guàrdia d'Assalt fins a la Direcció general de Seguretat. Molts dels generals que van protagonitzar la rebel·lió de juliol de 1936 havia tingut responsabilitats en l'administració policial i en el manteniment de l'ordre públic: Sanjurjo, Mola, Cabanellas, Queipo de Llano, Muñoz Grandes o Franco.
El Decret d'11 de maig de 1931, que delimitava l'àmbit de la jurisdicció militar, mantenia que aquesta jurisdicció seguiria coneixent «sobre els delictes militars», tal com es definien en l'antic Codi de Justícia Militar. Atès que el Govern Provisional, i tots els governs d'esquerres i de dretes que el van seguir, van mantenir una administració d'ordre públic militaritzada, entre altres coses, perquè no es va canviar el caràcter militar de la Guàrdia Civil, la força principal d'ordre públic, allò significava que la justícia ordinària no era competent sobre les seves actuacions i a més jutjava als civils que les critiquessin o s'hi resistissin.
Que la coalició republicano-socialista era conscient de l'opció que estava prenent ho demostra que en el mateix decret promulgat per un govern que s'havia autodefinit com de “plens poders” (segons l'Estatut jurídic del Govern Provisional que havia promulgat l'endemà de prendre el poder) es va crear la Sala Sisena de justícia militar al Tribunal Suprem d'Espanya (que assumia les competències del Consell Suprem de Guerra i Marina, que quedava suprimit) integrada per quatre magistrats militars i només dos civils. Donada la majoria de militars aquesta Sala del Tribunal Suprem va resoldre els conflictes de competències entre la jurisdicció ordinària i la militar majoritàriament a favor d'aquesta última (fins a juliol de 1934 va ser la sala competent per resoldre aquests conflictes, passant a partir de llavors a la Saga Segona, penal, composta per magistrats de la carrera judicial). Per exemple el paràgraf primer del cas setè de l'article 7è del Codi de Justícia militar quedà així:
| « | Article 7è: Per raó de delicte, la jurisdicció de Guerra coneix de les causes que contra qualsevol persona s'instrueixin per... 7. Els d'atemptat i desacatament a les autoritats militars i els d'injúria i calúmnia a aquestes i a les corporacions o col·lectivitats de l'Exèrcit, qualsevol que sigui el mitjà per a cometre el delicte, sempre que aquest es refereixi a l'exercici de destinació o comandament militar, tendeixi a menyscabar el seu prestigi o a relaxar els vincles de disciplina i subordinació als organismes armats | » |

Un acte de la Sala Sisena del 2 d'octubre de 1931 estableix que: «Correspon conèixer a la Jurisdicció de Guerra» en el supòsit d'«insult a Força Armada» comesa per paisà. Un altre acte d'1 de desembre de 1931 diu que «per conèixer de les ofenses dirigides en la seva presència a un guàrdia civil, vestint uniforme i prestant servei propi, és competent la Jurisdicció de Guerra, per tractar-se d'un delicte militar», conformement als articles 7, paràgraf quart, i 256 del Codi de Justícia Militar. També es pronuncien a favor de la competència dels Consells de Guerra en detriment dels Tribunals Ordinaris, les actuacions de 27 d'octubre i 11 de novembre de 1931 en què es diluciden els supòsits d'«agressió a Força Armada i mort produïda en repel·lir-la».
Va ser el mateix Govern qui en tot moment va instigar amb fermesa perquè el coneixement de certes accions d'ordre públic presumptament delictives es remetessin a la jurisdicció militar. Així, el telegrama oficial del Ministeri de la Governació de 31 d'octubre de 1931, ordenava a un delegat governatiu que, com que en el «míting sindical» es va al·ludir a la Guàrdia Civil i «com que les frases pronunciades per l'orador a què al·ludeix constitueixen un insult per a la Força Armada, escau posar-lo a la disposició de la jurisdicció corresponent».
Així doncs, com en la Restauració i en la Dictadura de Primo de Rivera,
| « | s'afavoreix la irresponsabilitat dels membres dels cossos policials militaritzats a l'ésser en el procés jutge i part i quedar incontrolades les extralimitacions que els policies cometin en les seves intervencions d'ordre públic… que se succeïen amb massa freqüència (…) Això implicava seguir posant l'Exèrcit en el centre dels conflictes polítics i socials d'ordre intern. (…) [Així doncs] la reforma va quedar en un tímid intent en el qual tan sols s'entrelluca un posat de separació entre comandament i jerarquia militar dels òrgans de la jurisdicció militar. Ara bé, ni la cessació dels capitans generals com a autoritat judicial militar, ni la supressió del Consell Suprem de Guerra i Marina, ni la dependència dels fiscals militars de la Fiscalia General (Ordinària), modifiquen el sistema de garanties que ha de reportar tot òrgan judicial, com tampoc poden considerar-se òrgans veritablement judicials. Els consells de guerra, la seva composició, així com el procediment, queden intactes. Tot això tampoc resta poder als militars sobre l'element civil i sobre les seves actuacions polítiques i socials d'ordre intern, mantenint per tant a l'Exèrcit en el paper d'àrbitre superior d'aquestes conteses interna | » |

## Els decrets agraris del Govern Provisional
Uns dels problemes més urgents que va haver de resoldre el Govern Provisional en la primavera de 1931 va ser la greu situació que estaven patint els jornalers, sobretot a Andalusia i Extremadura, on l'hivern anterior s'havien superat els 100.000 aturats i els abusos en la contractació i els baixos salaris els mantenien en la misèria.
En l'article 5è de l'Estatut jurídic del Govern Provisional es reconeixia el dret de propietat, però amb l'excepció que el dret agrari ha de respondre a la funció social de la terra com a resposta a l'abandó absolut en què ha viscut la immensa massa camperola espanyola, al desinterès que ha estat objecto l'economia agrària del país, i a la incongruència del dret que l'ordena amb els principis que inspiren i han d'inspirar les legislacions actuals.
Així doncs per alleujar la situació dels jornalers de la meitat sud d'Espanya, el Govern Provisional va aprovar a proposta del ministre de Treball, Largo Caballero, set "decrets agraris" que van tenir un enorme impacte:
- Decret de Termes Municipals, de 20 d'abril de 1931, "per al remei de la crisi de treball i ocupació dels obrers que es troben en atur forçós". L'article Del qual 1° deia: "En tots els treballs agrícoles, els patrons vindran obligats a emprar preferentment als bracers que siguin veïns del Municipi en què aquells hagin de realitzar-se". El decret, molt combatut pels propietaris, permetia, doncs, als sindicats un millor control del mercat de treball (en impedir la contractació de jornalers forasters), però la seva aplicació va ser molt complicada i va provocar greuges comparatius entre zones de major o menor atur agrícola.[70]
- Decret dels "desnonaments” (o de pròrroga dels arrendaments rústics), de 29 d'abril, pel qual es prohibia l'expulsió de la terra dels arrendataris la renda (la quantitat que pagaven al propietari anualment per l'ús de la terra) dels quals no excedís les 1.500 pessetes. Posteriorment un altre Decret va autoritzar la revisió de les rendes abusives.
- Decret de Jurats Mixtes, de 7 de maig, "relatiu a l'organització d'entitats democràtiques dels diversos elements agraris... per a la regulació dels seus interessos comuns". El Decret establia tres tipus, però els de major incidència van ser els Jurats mixts de treball rural, designats per les entitats patronals i obreres per regular les condicions del treball agrari (6 patrons, 6 obrers i 1 secretari nomenat pel Ministeri de Treball). Aquests Jurats van ser els que van determinar els salaris de la campanya agrícola, aconseguint pujades substancials en els jornals, que de 3,5 pessetes van passar a superar les 5 pessetes diàries. La llei de 27 de novembre de 1931, va integrar els Jurats Mixtes agraris en el sistema general, com a òrgans de mediació laboral i de negociació dels convenis col·lectius.
- Decret de Treball Forçós, de 7 de maig, que es va dictar per evitar que els propietaris agrícoles, atemorits per la situació en el camp, o que simplement volguessin boicotejar al nou règim republicà, abandonessin el cultiu de les seves terres conforme als "usos i costums" locals (la qual cosa deixava un ampli marge discrecional a la interpretació, del compliment de la qual s'encarregaven unes comissions municipals de patrons i obrers). Si això succeïa, les seves terres podrien ser lliurades als camperols per al seu cultiu directe.
- Decret d'Associacions d'Obrers Agrícoles, de 20 de maig, que permetia a aquestes arrendar col·lectivament les finques els amos de les quals no les conreessin directament, "amb la doble finalitat de remeiar els aturs periòdiques en el treball dels obrers del camp i evitar el parasitisme dels intermediaris amb l'intolerable i immoral sistema de subarrendaments, satisfent, sobretot i abans de res, l'ànsia de terra que sent la població rural".
- Decret de 17 de juny d'implantació en el mitjà agrari de l'Assegurança d'accidents de Treball que ja existia en la indústria.[71]
- Decret d'establiment de la jornada de 8 hores per als jornalers, d'1 de juliol, la qual cosa suposava que la resta de les hores que es treballessin en el dia s'haurien de pagar amb un salari superior. Es posava així fi a les jornades "de sol a sol" que havien predominat al camp espanyol fins llavors i per les quals es cobrava un sol jornal. L'Article 24 d'aquest Decret deia:

| « | Art. 24. Per a les feines de sembra i recol·lecció, per la càrrega de la collita, en les èpoques respectives d'aquelles, i per als treballs de lluita contra les plagues del camp, davant la dificultat d'emprar major nombre de braços, els organismes paritaris podran acordar l'ampliació de la jornada legal fins al màxim de 12 hores. Les hores d'excés sobre la jornada de 8 hores es consideraran com a extraordinàries i es pagaran com a tals | » |

### L'oposició dels propietaris
L'aplicació dels decrets agraris de Largo Caballero va trobar la viva oposició dels propietaris que es van recolzar en els ajuntaments en la seva majoria monàrquics i en el recurs a la Guàrdia Civil per enfrontar-se als representants i quadres de la Federación Nacional de Trabajadores de la Tierra (FNTT) d'UGT i les Cases del Poble socialistes, que funcionaven a manera de casernes generals dels obrers sindicats de les diferents localitats. Així als pobles i llogarets, inevitablement, les primeres setmanes de la República van provocar un cert ambient de guerra de classes.
Aquesta major oposició dels patrons en el camp, on els enfrontaments van aconseguir cotes molt majors de violència que a les ciutats, s'explica, segons l'historiador Santos Juliá, perquè
| « | les organitzacions patronals de les ciutats estaven acostumades a negociar amb els treballadors... [però] als camps, els propietaris disposaven de tota la força que es derivava de la falta d'organització dels jornalers, d'un excés de mà d'obra i del control dels ajuntaments i la presència de la Guàrdia Civil. El sol fet de la instauració de la República subvertí aquesta situació. Els propietaris o els seus representants van perdre el control dels ajuntaments, regits per uns republicans que davant les reivindicacions dels jornalers no podia actuar com les antigues autoritats. (...) L'establiment de salaris legals i de jornada màxima, la necessitat d'acudir a les borses de treball, la impossibilitat d'envilir els salaris contractant a treballadors d'altres termes municipals, l'obligació de donar treball en períodes d'atur estacional, l'autoritat dels jurats mixts per resoldre els conflictes van trastocar per complet les relacions de classe en l'agricultura". | » |

La conseqüència de tot això fou el reforçament de les organitzacions agràries: a l'antigua Confederació Nacional Catòlico-Agrària, se sumà el 1931 l'Agrupació de Propietaris de Finques Rústiques.

## La reforma sociolaboral de Largo Caballero

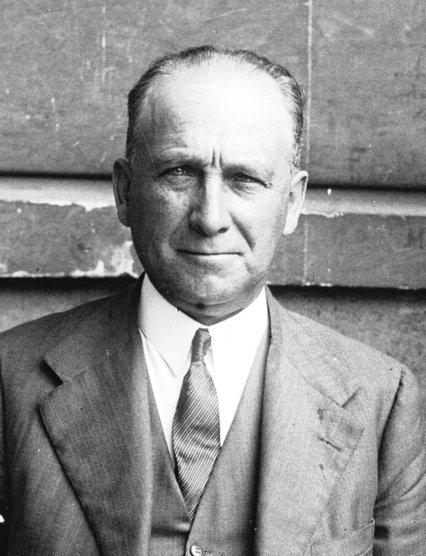
Francisco Largo Caballero

El projecte del ministre de Treball, el socialista Francisco Largo Caballero, cap de la UGT consistia a crear un marc legal que reglamentés les relacions laborals i afermés el poder dels sindicats, especialment de la UGT, en la negociació dels contractes de treball i en la vigilància del seu compliment. La seva fi última responia al projecte socialdemòcrata que pretenia "atorgar als treballadors, a través de llurs sindicats, la possibilitat d'augmentar gradualment el seu control sobre les empreses i, en definitiva, sobre el conjunt del sistema econòmic i de relacions de classe. Amb això s'avançaria cap a l'assoliment d'una societat socialista, però gradualment. En resum es tractava d'un projecte que, coherent amb la inspiració marxista del socialisme espanyol, no renunciava a la transformació revolucionària de la societat, però que pretenia aconseguir-la per lleres fonamentalment reformistes. El model sindical capaç d'obtenir tal resultat no podia ser un altre que el que encarnava la Unió General de Treballadors”.
Les dues peces bàsiques del projecte van ser la Llei de Contractes de Treball i la de Jurats Mixtes (una tercera, la d'Intervenció Obrera en la gestió de la Indústria, que estava destinada a ser la peça fonamental, no va arribar a promulgar-se), lleis aprovades sota la presidència de Manuel Azaña:
- Llei de Contractes de Treball, de 21 de novembre de 1931, per la qual es regulaven els convenis col·lectius (negociats pels representants de les patronals i dels sindicats per períodes mínims de dos anys i que obligaven a ambdues parts) i dictaminava les condicions de suspensió i rescissió dels contractes. A més establia per primera vegada el dret a vacances pagades (7 dies a l'any) i protegia el dret de vaga que, sota certes condicions, no podia ser causa d'acomiadament.[75]
- Llei de Jurats Mixts, de 27 de novembre de 1931, que estenia el sistema de jurats mixts (aprovat al maig per al sector agrari) a la indústria i als serveis. En el fons es tractava d'una reforma de l'organització corporativa de la Dictadura de Primo de Rivera, en la qual s'ampliaven les atribucions dels comitès paritaris (en els quals havia participat la UGT en representació dels treballadors). La seva composició era la mateixa, representants dels empresaris triats per les associacions patronals i representants dels treballadors representats pels sindicats obrers, més un funcionari del Ministeri de Treball que era qui presidia el jurat mixt. La seva missió també: intervenir en els conflictes laborals establint un dictamen conciliatori en cada cas, que si era rebutjat per una de les parts el Jurat el podia remetre al Consell Superior de Treball, que era l'última instància mitjancera.[75]

El Ministeri de Treball de Largo Caballero també va donar un considerable impuls a les assegurances socials, en ampliar l'Assegurança obligatòria de Retir Obrer de tres milions i mig de treballadors a cinc milions i mig. Així mateix, un Decret de 26 de maig de 1931 va establir l'Assegurança de Maternitat.

### L'oposició de la CNT
Els socialistes esperaven que totes les mesures que havien aprovat, especialment els mecanismes de control i arbitratge dels conflictes laborals, reduïssin el nombre de vagues i s'aconseguís una certa pau social, però la pau social no es va produir a causa de la incidència de la recessió econòmica, i sobretot per la negativa de la CNT a utilitzar els mecanismes oficials de conciliació, que identificaven amb el corporativisme de la Dictadura de Primo de Rivera, la qual cosa es va traduir en una manifesta tendència a convocar vagues "polítiques".
El que havia posat en marxa Largo Caballero des del Ministeri de Treball era una espècie de sistema corporatiu obrer en el qual les posicions de la UGT en la negociació i en el control dels contractes de treball sortien considerablement reforçades. Això li donava al sindicat socialista un cert control de l'oferta de treball, un bé escàs en un moment de depressió econòmica. Per això la CNT es va oposar radicalment a la llei de contractes de treball i als jurats mixtes i es va llançar a l'acció directa per aconseguir per altres mitjans el monopoli de la negociació laboral.

### L'oposició dels patrons
Els empresaris també es van oposar a les reformes sociolaborals de Largo Caballero perquè estaven acostumats a imposar la seva llei, i no estaven disposats a acceptar les decisions dels Jurats Mixtes quan beneficiaven als treballadors. Encara que al principi els patrons de la indústria i el comerç havien acceptat amb resignació els jurats mixtos i no havien tingut més remei que reconèixer els augments salarials i les millores de les condicions laborals que els jurats acabaven imposant, aviat van començar a mobilitzar-se.